# Лаговский, Михаил Михайлович
Михаил Михайлович Лаговский (1839—1899) — русский архитектор (техник-гражданский инженер), работавший в Санкт-Петербурге.

## Биография
Родился в 1839 году. В 1851 году поступил в Петербургское строительное училище. После его окончания, с 1860 до 1863 года работал в Олонецком губернском правлении, на младшей технической должности  строительно-дорожного комитета.  
Затем был помощником архитектора в чертёжной 1-го округа путей сообщения. В 1867 году перешёл в техническое отделение телеграфного департамента. 
С 1868 года был делопроизводителем Городской управы, с 1871 года — городской архитектор. На этой должности принимал участие в строительстве городских скотобоен, а также дома городского кредитного общества, руководил ремонтными работами городских зданий в Литейной и Рождественской частях. 
С 1879 года — член Петербургского общества архитекторов.
Умер 16 (28) декабря 1899 года. Похоронен на Смоленском православном кладбище.
Жена - Мария Александровна Гаврилова, племянница профессора фортификации Инженерной академии генерал-майора Александра Захаровича Кадьяна. Дети: Гавриил, Мария и еще 6 детей.

## Проекты и постройки
- Доходный дом купца Морозова (включен в существующее здание). Сытнинская улица, 10 (1865);
- Доходный дом (расширение). 4-я Советская улица, 20 (1865; перестроен);
- Каланча Литейной пожарной части (Съезжего дома Литейной части). Улица Чайковского, 49 (1870) —  памятник архитектуры[2]
- Склады Т. Я. Буфеева. Полтавская улица, 7 (1873);
- Доходный дом. Малый проспект Петроградской стороны, 73 / Бармалеева улица, 17 (1873);
- Доходный дом. Набережная канала Грибоедова, 94 (1880);
- Доходный дом. Транспортный переулок, 9, правая часть (1881);
- здание Общественные торговых бань Гавриловой. Суворовский проспект, 67, угол с Лафонской улицей (1887; не сохранилось);
- Доходный дом купца Серебрякова. Переулок Макаренко, 13 (1887, надстроен);
- Доходный дом купца Н. П. Беляева. Смольный проспект, 11 (1888) —  памятник архитектуры;
- Доходный дом купца Ефимова. Улица Жуковского, 21 (1888, перестроен);
- Производственные здания К. И. Шпигеля. 9-я Советская улица, 5, двор (1889, 1890-е);
- Доходный дом. Смольный проспект, 7 (1892—1893);
- Торговое здание. Кустарный переулок, 3 (1893);
- Общественный ретирадник. Знаменская площадь (1893, разобран в 1900-х);
- Доходный дом. Подольская улица, 25 (1895);
- Жилой дом и бани (расширение). Улица Крупской, 3 (1895);
- Здание обойной мастерской. 3-я Советская улица, 2, правая часть (1898);
- Особняк М. Майорова (начат В. В. Сарандинаки). Кирочная улица, 42 (1898—1899; надстроен);
- Сельдяной ряд Никольского рынка (перестройка). Щепяной переулок,4—6 / Кустарный переулок, 3—5—7 (1890-е).  памятник архитектуры. Здания конца XVIII—начала XIX века были перестроены на рубеже XIX-XX веков (гражданский инженер М. М. Лаговский, техники Б. Е. Фурман, А. И. Рейнбольдт, И. И. Соколов. Несмотря на то, что здание охраняется государством[3], над ним нависло угроза уничтожения — вместе с рядом других домов XIX века, представляющих архитектурную и историческую ценность[4], оно запланировано к сносу[5] по законопроекту «О развитии застроенных территорий..»